# Helen Westley
Helen Westley (rozená Henrietta Remsen Meserole Manney; 28. března 1875 Brooklyn – 12. prosince 1942 New Jersey) byla americká divadelní a filmová herečka.

## Mládí a kariéra
Westley se narodila 28. března 1875 v Brooklynu v New Yorku. Studovala na American Academy of Dramatic Arts.
Na počátku kariéry hrála v divadelních společnostech a ve vaudevillu po celých Spojených státech. V New Yorku debutovala 13. září 1897 v roli Angeliny McKeagey ve hře The Captain of the Nonesuch.

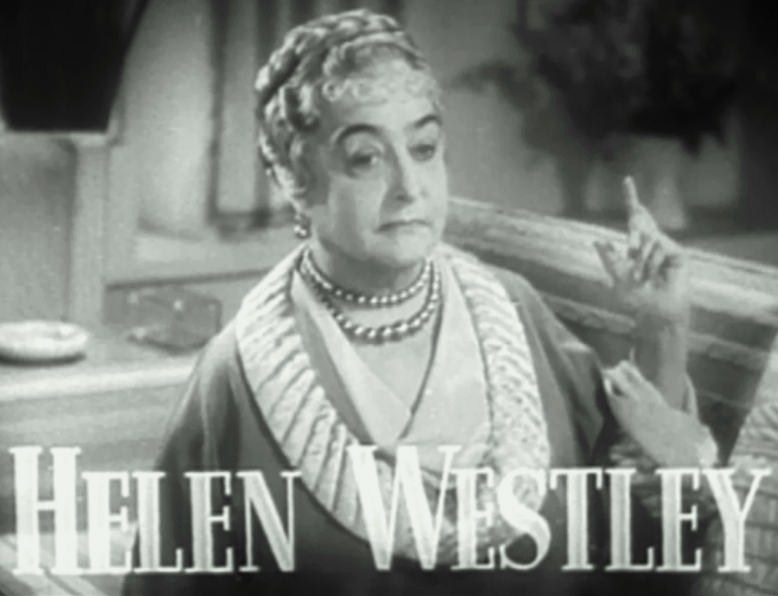
Helen Westley ve filmu Roberta (1935)

Byla jednou ze zakladatelek Washington Square Players, kde debutovala 19. února 1915 v roli Oyster v Another Interior. Byla také zakládající členkou původního vedení Theatre Guild a objevila se v mnoha jeho inscenacích, včetně Peer Gynt a her George Bernarda Shawa.
Hrála také v původních broadwayských inscenacích her, které se později staly klasickými muzikály od Rodgersa a Hammersteina: Green Grow the Lilacs (z níž se stala Oklahoma!) a Liliom (z níž se stal Carousel). V první z nich hrála tetu Eller a ve druhé paní Muskat (v Carousel paní Mullin). Ztvárnila i roli v původní broadwayské inscenaci hry Strange Interlude Eugena O'Neilla.
Westley hrála jak komediální, tak dramatické role v mnoha filmech. Mezi ně patří Death Takes a Holiday, All This and Heaven Too, čtyři filmy po boku dětské hvězdy Shirley Temple (včetně Dimples a Heidi), úspěšný film Anne of Green Gables (1934), filmová verze Roberty (1935) a filmová verze Show Boat (1936), kde nahradila Ednu May Oliver. V roce 1938 se objevila ve filmu Rebecca of Sunnybrook Farm se Shirley Temple a Randolphem Scottem v roli tety Mirandy. V roce 1936 hrála ve filmu Banjo on My Knee po boku Barbary Stanwyck, Waltera Brennana a Buddyho Ebsena.
Její poslední film byl My Favorite Spy.

## Osobní život
Helen se 31. října 1900 provdala za broadwayského herce Johna Westleyho. Pár se v roce 1912 rozešel a manželství skončilo rozvodem. Měli jednu dceru, Ethel.
Westley odešla z herectví v roce 1942 a žila s Ethel v jejím domě v Middlebush v New Jersey, kde 12. prosince 1942 zemřela na nespecifikovanou nemoc.
Byla zpopelněna v Rose Hill Cemetery v Linden v New Jersey. Dne 17. prosince téhož roku nechala Ethel pohřbít matčin popel na Cypress Hills Cemetery v Brooklynu v New Yorku, do stejného hrobu, kde byli pochováni její matka a otec.

## Filmografie
- Moulin Rouge (1934)
- The House of Rothschild (1934)
- Looking for Trouble (1934)
- Death Takes a Holiday (1934)
- The Age of Innocence (1934)
- Anne of Green Gables (1934)
- Captain Hurricane (1935)
- Roberta (1935)
- Chasing Yesterday (1935)
- The Melody Lingers On (1935)
- Splendor (1935)
- Show Boat (1936)
- Half Angel (1936)
- Dimples (1936)
- Banjo on My Knee (1936)
- Stowaway (1936)
- Café Metropole (1937)
- Sing and Be Happy (1937)
- Heidi (1937)
- I'll Take Romance (1937)
- She Married an Artist (1937)
- The Baroness and the Butler (1938)
- Rebecca of Sunnybrook Farm (1938)
- Alexander's Ragtime Band (1938)
- Keep Smiling (1938)
- Zaza (1938)
- Wife, Husband and Friend (1939)
- Lillian Russell (1940)
- The Captain Is a Lady (1940)
- All This, and Heaven Too (1940)
- Lady with Red Hair (1940)
- Adam Had Four Sons (1941)
- Lady from Louisiana (1941)
- Sunny (1941)
- Million Dollar Baby (1941)
- The Smiling Ghost (1941)
- Bedtime Story (1941)
- My Favorite Spy (1942)